# Peter Fässlacher

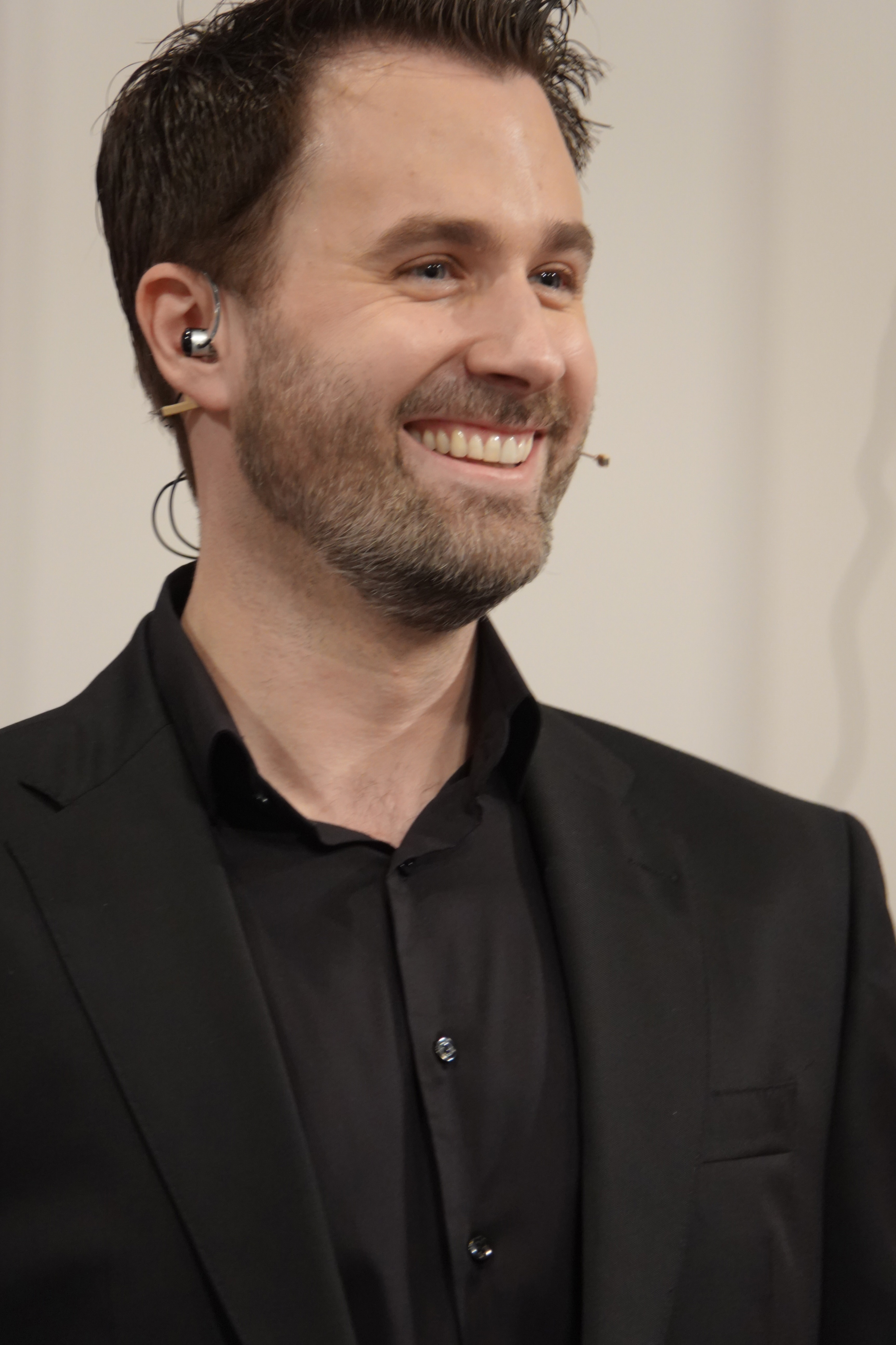
Peter Fässlacher 2023

Peter Fässlacher (* 1986 in Villach) ist ein österreichischer Journalist und Fernsehmoderator. Seit 2011 ist er Sendungsverantwortlicher und Moderator von KulturHeute auf ORF III.

## Leben
Peter Fässlacher ist seit 2007 für den ORF tätig, seine Laufbahn begann er im ORF-Landesstudio Kärnten. 2008 wechselte er in die ORF-Kulturredaktion nach Wien, wo er Kulturberichte für die Zeit im Bild, Heute in Österreich und a.viso gestaltete. Seit dem Sendestart von ORF III 2011 fungiert er als Sendungsverantwortlicher und Moderator der werktäglichen Kultursendung KulturHeute. Außerdem entwickelte er für ORF III die von Heinz Sichrovsky präsentierte Literatursendung erLesen.
2014 veröffentlichte er unter dem Titel Reden ist Gold in der Tageszeitung Die Presse einen Beitrag zu seiner Homosexualität. Seit 2019 betreibt er unter demselben Titel einen Podcast mit Persönlichkeiten der LGBTQIA+-Community, seit 2020 schreibt er als Kolumnist für das Magazin Mannschaft. 2021 gestaltete er die ORF-III-zeit.geschichte-Dokumentation Verbotene Liebe – Von der Todesstrafe bis zur Ehe für alle. Im Verlag Luftschacht veröffentlichte er 2022 das Buch Die schwule Seele. Wie man wird, wer man ist.
2017 übernahm er die Präsentation der Verleihung des Nestroy-Theaterpreises. Seit März 2023 moderiert er auf ORF III monatlich das Diskussionsformat Streitzeit. Die Tage der deutschsprachigen Literatur werden seit der Ausgabe 2023 von Fässlacher gemeinsam mit Cécile Schortmann moderiert. Fässlacher löste in dieser Funktion Christian Ankowitsch ab. Im April 2025 wurde er zum Kulturprogrammchef bei ORF III ernannt. Mit dieser Trennung der Kulturredaktion und Geschäftsführung reagierte der Sender auf anhaltende Vorwürfe der Belegschaft gegen Geschäftsführer Peter Schöber.

## Publikationen
- 2022: Die schwule Seele: wie man wird, wer man ist, Luftschacht Verlag, Wien 2022, ISBN 978-3-903422-02-5